# Pandemia de COVID-19 en Japón
La pandemia de COVID-19 en Japón (日本における2019年コロナウイルス感染症の流行状況 ; Nihon ni okeru 2019-nen koronauirusu kansenshō no ryūkō jōkyō?) llegó el 23 de enero de 2020 desde China. Una persona china de 30 años quien anteriormente había viajado a Wuhan, desarrolló fiebre el 3 de enero de 2020 y posteriormente regresó a Japón el 6 de enero, dando positivo a infección por COVID-19 durante su admisión al hospital entre el 10 y el 15 de enero de 2020. El hombre no había visitado el Mercado de Mariscos de Wuhan, pero posiblemente tuvo contacto cercano con una persona afectada. El 20 de febrero de 2020 se anunció oficialmente que dos pasajeros del Diamond Princess, el cual se encuentra retenido en Yokohama, fallecieron a causa del COVID-19. Se cancelaron eventos masivos como la última semana de Konami Arcade Championship debido a dicha causa.
El 27 de febrero de 2020, el primer ministro Shinzō Abe solicitó que todas las escuelas primarias, secundarias y preparatorias japonesas cierren hasta principios de abril para ayudar a contener el virus. El brote fue motivo de preocupación para los Juegos Olímpicos de Tokio 2020, que tuvieron lugar en Tokio del 23 de julio al 8 de agosto de 2021. El gobierno japonés ha tomado precauciones adicionales para ayudar a minimizar el impacto del brote.
Hasta el 21 de febrero de 2022, se contabiliza la cifra de 4,484,753 casos confirmados 21,821 fallecidos y 3,613,267 pacientes recuperados del virus.

## Cronología

### Q1 2020

#### Enero 2020
Un ciudadano chino de 30 años que había viajado previamente a Wuhan desarrolló fiebre el 3 de enero y posteriormente regresó a Japón el 6 de enero. Dio positivo durante un ingreso hospitalario entre el 10 y el 15 de enero. No había visitado el mercado mayorista de mariscos de Huanan, pero posiblemente tuvo un contacto cercano con una persona afectada en Wuhan. El 24 de enero, se confirmó un segundo caso como ciudadano chino que visitó desde Wuhan. El 25 de enero, el tercer caso fue confirmado como una mujer de Wuhan.
Posteriormente, Japón tomó precauciones adicionales, debido a los próximos Juegos Olímpicos de Verano 2020 que se celebrarán en Tokio. A pesar de esto, el 28 de enero, los casos quinto, sexto y séptimo se confirmaron en Japón, incluido un hombre que no había visitado Wuhan. El hombre era un conductor de autobús que había conducido a un grupo desde Wuhan a principios de enero. La guía turística para el grupo también se confirmó positiva para SARS-CoV-2. El 29 de enero, un hombre y una mujer chinos de unos 40 años hicieron pruebas en Aichi y en Hokkaido.
El 30 de enero, tres ciudadanos japoneses que llegaron a Haneda después de ser evacuados de Wuhan dieron positivo. Otros tres casos fueron confirmados ese mismo día. El primer ministro Shinzo Abe anunció que los dos ciudadanos japoneses que regresaron a través de Haneda rechazaron más pruebas y dijeron que los funcionarios no podían obligarlos legalmente a hacerlo. Se anunció el 31 de enero que los dos habían cedido.

#### Febrero 2020

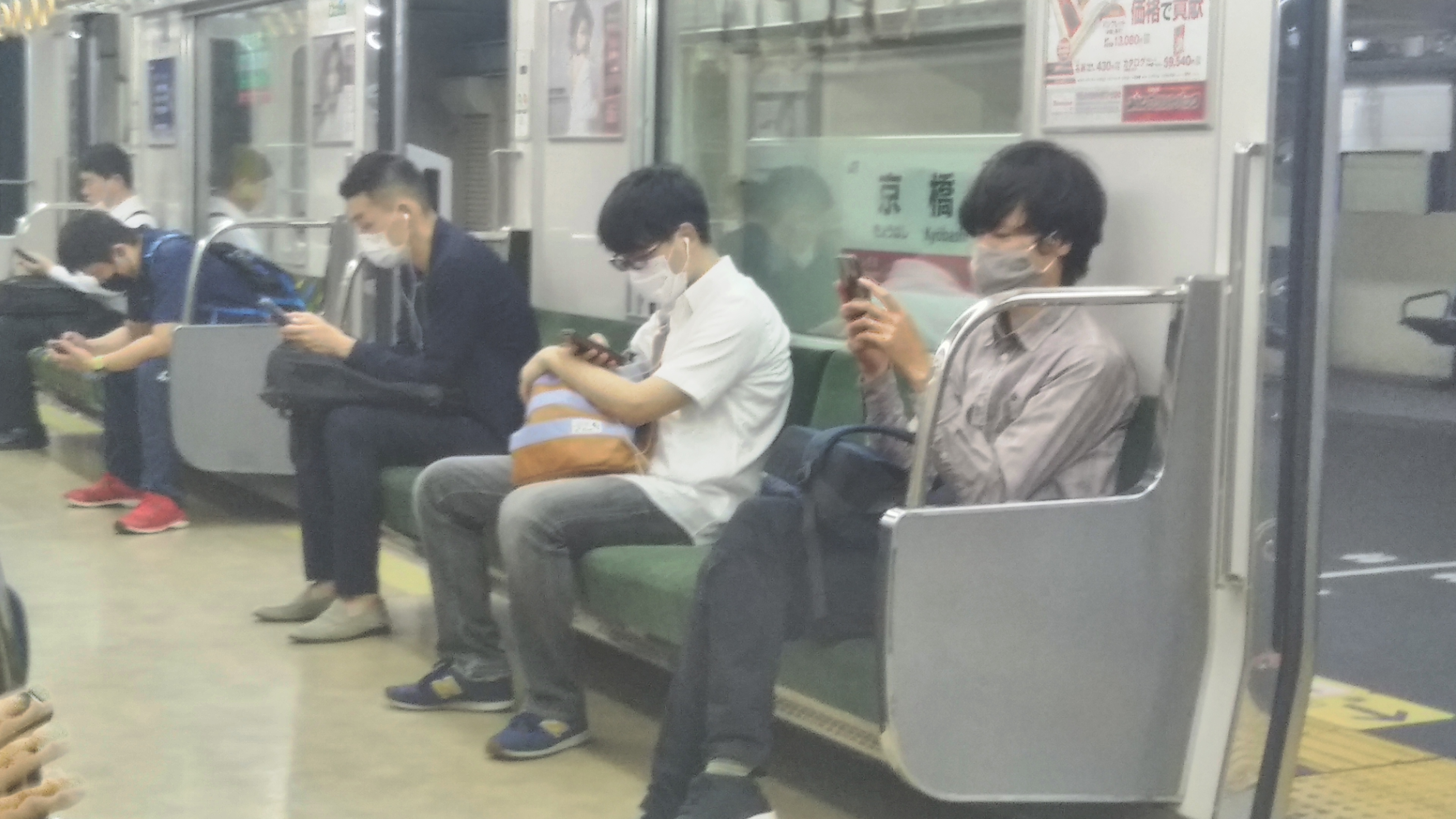
Usuarios del metro de Osaka portando mascarillas.

Desde el 3 de febrero, Japón no admitiría a nadie que haya tenido antecedentes de viajar hacia y desde la provincia de Hubei o que haya emitido oficialmente un pasaporte chino desde Hubei. Además, los viajeros no japoneses debían completar cuestionarios de declaración de salud sobre si habían viajado (o habrían viajado) a Hubei en los próximos 14 días.
El 11 de febrero, dos evacuados de Wuhan dieron positivo después de que una prueba anterior arrojó resultados negativos. Se confirmaron otros tres casos en los próximos dos días, con lo que el recuento total fue de 31.
El 12 de febrero, Japón anunció restricciones de entrada para cualquier persona que haya viajado desde y hacia Zhejiang o que haya emitido un pasaporte chino desde Zhejiang.
El 13 de febrero, una mujer de unos 80 años murió en la prefectura de Kanagawa, junto a Tokio, marcando la primera muerte de COVID-19 en Japón. Era la suegra de un taxista que trabajaba en Tokio y también se confirmó que el virus era positivo.
El 14 de febrero, una pareja casada, ambos de 60 años, dio positivo después de regresar de unas vacaciones de diez días en Hawái, durante las cuales el hombre comenzó a mostrar síntomas. El 16 de febrero, se informó que habían utilizado Delta Air Lines para regresar a Tokio desde Oahu y se quedaron en el Grand Waikikian. La línea aérea inició el rastreo de contactos para confirmar si alguien estaba infectado.
El 18 de febrero, la Prefectura de Wakayama anunció que tres personas dieron positivo y una de ellas ingresó en el Hospital Saisekai Arida. Los otros dos eran un médico que dio positivo y una enfermera de unos 30 años que trabajó como miembro del Equipo de Asistencia Médica para Desastres después de ser enviado a la Diamond Princess.
El 20 de febrero, la Prefectura de Fukuoka anunció su primer caso de virus, un hombre japonés de unos sesenta años sin antecedentes de viajes al extranjero.
El 21 de febrero, dos niños de primaria en Hokkaido y un niño de preescolar fueron confirmados positivos para SARS-CoV-2, este último había regresado de un puente aéreo de Wuhan con su padre, quien también fue examinado.
El 22 de febrero, un profesor de secundaria que trabajaba en la prefectura de Chiba dio positivo por el virus.
El 23 de febrero, el Departamento de Estado de EE. UU. Aconsejó a los visitantes estadounidenses en Japón que fueran cautelosos debido a la propagación comunitaria del virus. El mismo día en que la Nagoya Expressway Public Corporation anunció planes para cerrar temporalmente algunas puertas de peaje y dejar que los empleados trabajen desde sus hogares después de que un empleado que trabaja en las puertas de peaje fue diagnosticado positivo para SARS-CoV-2. Debido a la escasez de personal, seis puertas de peaje en la autopista Tokai y Manba se cerraron durante el fin de semana.

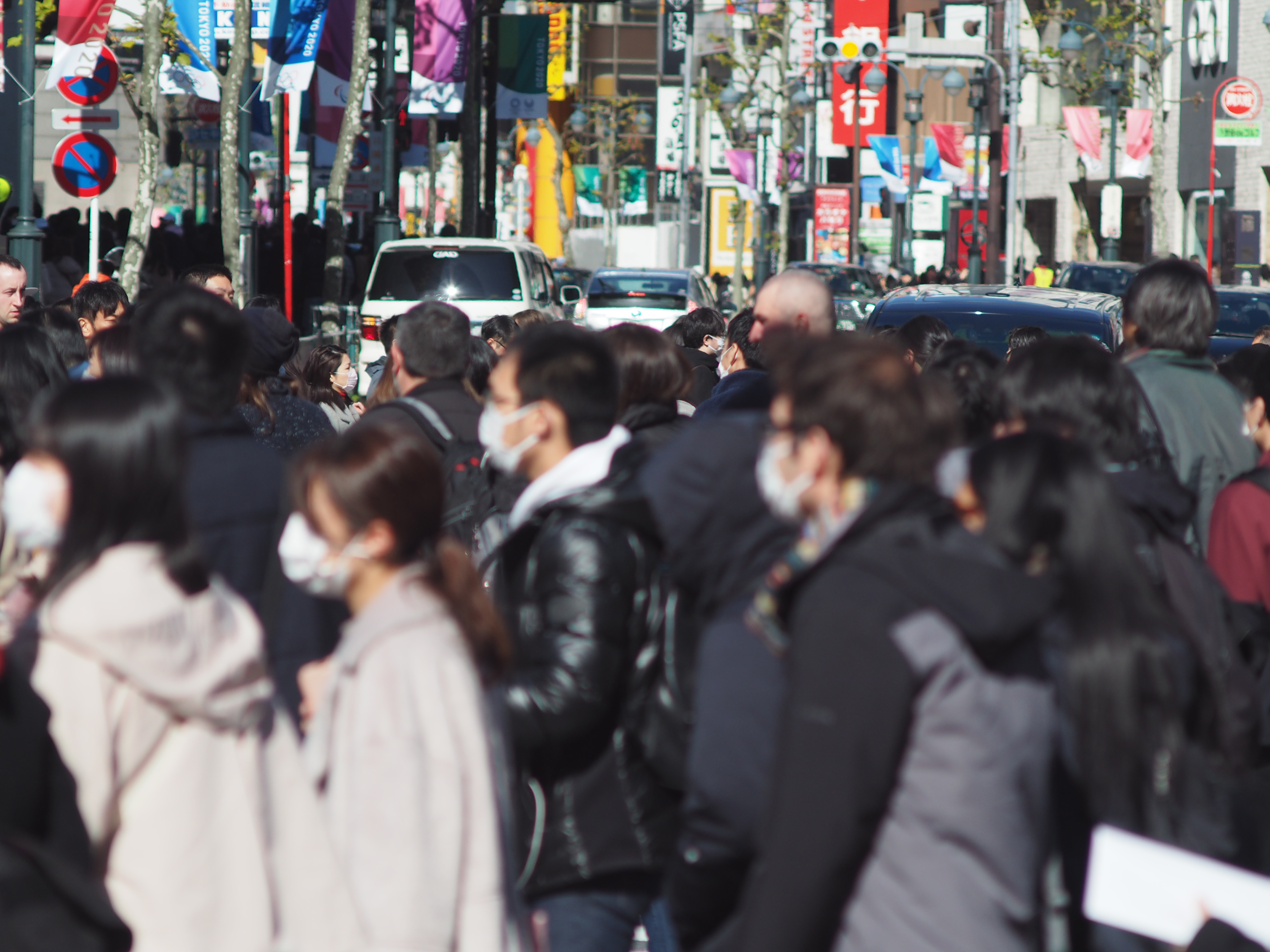
Personas en Tokio con cubrebocas.

El 27 de febrero, Shinzo Abe solicitó el cierre de todas las escuelas primarias, secundarias y preparatorias para frenar la propagación de las infecciones desde el 2 de marzo hasta el final de las vacaciones de primavera, que generalmente concluyen a principios de abril.

#### Marzo 2020
El 4 de marzo, la región de Chugoku informó su primer caso en la prefectura de Tokushima.
El 5 de marzo, Japón anunció que se impondrán nuevos visitantes de cuarentena para todos los visitantes procedentes de China y Corea del Sur. La prefectura de Shiga también anunció su primer caso.
El 6 de marzo, Corea del Sur protestó por las medidas de cuarentena para los surcoreanos que iban a Japón suspendiendo los privilegios de visa para los japoneses que viajan a Corea del Sur.

### Q2 2020

#### Abril 2020
El 3 de abril, Japón amplió su prohibición de entrada al país para visitantes de 73 países y regiones.
El 4 de abril, por lo menos 118 nuevos casos de coronavirus se confirmaron en Tokio el sábado, la primera vez que el aumento diario ha superado los 100, dijo el gobierno metropolitano, en un desarrollo que podría aumentar la presión sobre Japón para declarar un estado de emergencia. En general se consideró al primer ministro Shinzo Abe cauteloso en cuanto a la declaración de emergencia a pesar de las infecciones en zonas urbanas como Tokio y Osaka y de las llamadas crecientes de los expertos médicos a hacerlo debido a temores de que el sistema de atención sanitaria del país pudiera colapsar.
El 6 de abril, el gobierno metropolitano de Tokio informó el lunes de 83 nuevos casos de coronavirus tras dos días de aumentos de tres dígitos, ya que sigue luchando con un reciente aumento del número de infecciones. El gobierno metropolitano planeó comenzar a transferir pacientes con síntomas ligeros o nulos de los hospitales a hoteles y otras instalaciones de alojamiento designados el martes, ya que quiere dar prioridad al tratamiento de pacientes con síntomas graves.
El 9 de abril, Kiminobu Okada (岡田 公 伸), un ejecutivo del Sistema de Transmisión de Mainichi en Osaka, murió debido al coronavirus en Nishinomiya.
El aeropuerto internacional de Narita cerró una de sus dos pistas el 12 de abril debido a una reducción del 85 por ciento en el tráfico causado por el virus.
Una segunda ola de infecciones golpeó a Hokkaido, lo que llevó al gobierno de la prefectura a declarar un segundo estado de emergencia que cerró las escuelas y pidió a los residentes que eviten los viajes no esenciales.
El 16 de abril, el gobierno japonés amplió el estado de emergencia para incluir las 47 prefecturas en Japón. El gobierno también anunció un plan para dar 100.000 yenes a cada residente registrado de Japón.
El 19 de abril, se informó la primera muerte del virus de la corona en la región de Chūgoku debido al brote de la enfermedad de COVID-19 en la prefectura de Hiroshima.
El 20 de abril, según el Ministerio de Asuntos Internos y Comunicaciones, 25 personas murieron en un solo día, el mayor número de muertes diarias confirmadas a nivel nacional.
El 21 de abril, el expresidente de Omron Yoshio Tateishi (立 石義雄) murió debido a COVID-19 en Kioto, según el sitio web de Omron.
El 23 de abril, se confirmó la muerte de 29 personas en todo el país, incluida la actriz Kumiko Okae (岡 江 久 美 子) y el actor Shu Wada (和田 周), según un informe confirmado por JMIAC.
Según un informe confirmado por la Agencia Nacional de Policía de Japón, 73 oficiales de policía habían dado positivo desde febrero, y se encontraron 15 muertes confirmadas adicionales de COVID-19 de marzo en personas que habían muerto fuera de los hospitales, principalmente la mayoría de las personas sin hogar. y había sido probado después de la muerte debido a pruebas limitadas.
El 27 de abril, el ministro Yasutoshi Nishimura fue criticado por hacerse la prueba del virus antes que otras personas que mostraban síntomas. Hizo la prueba después de que una persona del equipo de respuesta de la que forma parte dio positivo en la prueba del virus, aunque afirmó no haber estado en contacto directo con la persona infectada.
El 30 de abril, el primer ministro Abe anunció el jueves que las autoridades japonesas están luchando para aumentar las pruebas a aquellos sospechosos de estar infectados con coronavirus.

#### Mayo 2020
El 1 de mayo, las ciudades y pueblos más pequeños comenzaron a distribuir el pago de estímulo de 100.000 yenes a los residentes. Se espera que los municipios más grandes hagan lo mismo en los próximos dos meses.
El 3 de mayo, en el evento celebrado por la conferencia japonesa, el primer ministro Abe anunció a través de un video que tiene la intención de revisar la constitución de paz de Japón. Sobre este tema, el líder del Partido Demócrata Constitucional, Yukio Edano, subrayó que Japón tiene la ley básica sobre gestión de desastres que también restringe los derechos privados durante el tiempo de emergencia y permite a las autoridades implementar medidas esenciales, diciendo que la ley se puede aplicar en los esfuerzos por contener el coronavirus. En una conferencia de prensa el viernes, el líder del Partido Democrático para el Pueblo, Yuichiro Tamaki, expresó que incluso después de que la situación del coronavirus se haya calmado, la enmienda constitucional puede proceder en un ambiente tranquilo. Komeito, el socio de coalición del PLD, también es cauteloso sobre las apresuradas conversaciones sobre la revisión de la Constitución. "Es importante mantener conversaciones sobre temas constitucionales de manera tranquila", dijo el jueves el líder de Komeito, Natsuo Yamaguchi.
El 24 de mayo, la prefectura de Fukuoka informó que se confirmaron 4 casos positivos, de los cuales 3 estaban relacionados con la ciudad de Kitakyushu. 
El 25 de mayo, el primer ministro Shinzo Abe anunció que levantaba la declaración de emergencia del gobierno.
El 28 de mayo, Abe y su gabinete aprobaron un paquete de ayuda de 117,1 billones de yenes. El objetivo del paquete es proporcionar ayuda financiera a empresas y personal que han estado luchando contra el virus.

#### Junio 2020
El 1 de junio, el torneo de MotoGP programado para el 16 de octubre, se anunció que se llevará a cabo en Japón por el virus de la coronavirus.
El 9 de junio se revocó la solicitud de autocontrol entre tres prefecturas del área metropolitana de Tokio, incluida la capital y las prefecturas de Hokkaidō.
Hacia fines de mes, se lanzó una aplicación de rastreo de contactos llamada COCOA (Aplicación de confirmación de contacto COVID-19), todavía en una versión de prueba durante un mes.
El 18 de junio, Tokio informó 41 casos nuevos y aumentó a 5.674. El promedio total de la semana pasada ha aumentado a 32,6 casos. Se reportaron nuevos casos por primera vez en más de un mes en la prefectura de Miyagi (51 días), Fukushima (41 días), Niigata y Shigai. Hay preocupación de que retirar pronto la demanda de abstenerse de prejuicios pueda causar más infección en la provincia japonesa.
El 24 de junio, Tokio informó por primera vez más de 55 nuevos casos al día, después de 57 casos nuevos el 5 de mayo. El promedio diario de la semana pasada aumentó a 37.9. Hay nueve nuevos casos en Hokkaido Otaro, todos los cuales están relacionados con instalaciones que ofrecen karaoke semanales.
El 26 de junio, Japón informó 105 nuevos casos por primera vez desde el 9 de mayo. Aproximadamente el 80% están en el área metropolitana de Tokio, 54 en el área metropolitana de Tokio, 7 en Kanagawa, 16 en Saitama y 4 en Chiba. En Tokio, el promedio de la semana pasada aumentó a 41.6. El gobernador Koke atribuye este aumento a los esfuerzos de prueba en grupo, y el análisis de expertos dice que no lo ve como una segunda ola.
El 28 de junio, Tokio informó 60 nuevos casos, la cifra más alta todos los días desde que se canceló la emergencia. La cantidad media diaria de los últimos siete días ha aumentado a 47,7 días, y esta fue aproximadamente 50 que es una de las variables de referencia para la nueva solicitud para la interrupción de la actividad. En Hokkaido Otaro, se reportaron 14 nuevos casos relacionados con la instalación que ofrece el karaoke semanal.
Tokio informó 54 nuevos casos el 30 de junio y aumentó en más de 50 por día consecutivo en cinco días. El promedio total de días durante los últimos siete días ha aumentado a 55.1 Yokohama informa 28 casos nuevos, de los cuales 26 son empleados del club anfitrión. Se han reportado 138 casos a nivel nacional.

### Q3 2020

#### Julio 2020
El 7 de julio, el número total de infectados en el país superó los 20.000. El 16 de julio, Tatsuhiko Kodama, profesor de emir de la Universidad de Tokio, anunció un incendio en la capital durante la revisión del comité de presupuesto de la junta directiva. El 22 de julio, el número de infectados acumulados en Tokio superó los 10.000, y el 26 de julio, el número total de infectados en Tokio superó los 30.000. El 28 de julio, el número de muertes en el país superó las 1000. El 29 de julio se registraron los dos primeros casos en la prefectura de Iwate, la única prefectura que hasta ese momento no había registrado ningún contagio. El día 31, la prefectura de Okinawa declaró que entraría en estado de emergencia del 1 al 15 de agosto (luego el 5 de septiembre debido al aumento de casos).

#### Augusto 2020
Durante agosto, las consecuencias circunstanciales habían empeorado, según informes oficiales de todo el país, nunca se había concluido por debajo de dos cifras. Finalmente, las calificaciones del gabinete de Abe se volvieron críticas y los críticos sobre la decisión de Abe amenazan la carrera de Abe y la reputación de Jiminto. Como resultado, el primer ministro de Japón declaró que pasaría el deber de primer ministro a un futuro líder de Japón.
El 12 de agosto, el número de infecciones en Japón superó los 50.000.
El 22 de agosto, el número de infecciones en Japón superó los 60.000.

#### Septiembre 2020
El 3 de septiembre, el número acumulado de contagios en el país superó las 70.000. El 18 de septiembre, el nuevo gobierno encabezado por Suga agregó Tokio al programa de viajes "Go To Travel". El 19 de septiembre, el número total de infecciones en la prefectura de Osaka superó las 10.000. El 23 de septiembre, el número total de personas infectadas en Japón superó las 80.000. El 26 de septiembre, el número de muertos en Tokio llegó a 400.

### Q4 2020

#### Octubre 2020
El 5 de octubre, Japón superó a China en términos de número de infecciones.
El 14 de octubre, el número total de infecciones contraídas en Japón superó los 90 000, a pesar de una disminución en las personas diagnosticadas en las últimas semanas.
A finales de octubre, el número total de infecciones en Japón superó las 100.000, ya que el informe diario de transmisión se registró de 300 a 700 personas en octubre.

#### Noviembre 2020
El número acumulado de personas infectadas en la prefectura de Kanagawa superó las 10.000. El 24 de noviembre, el número acumulado de muertes en Tokio superó las 2000. El 28 de noviembre, el número acumulado de personas infectadas en Tokio superó las 40.000, mientras que al día siguiente el de personas infectadas en la prefectura de Osaka superó las 20.000, lo que provocó una disminución de las camas de hospital. El número de infecciones en la prefectura de Aichi superó las 10.000. 

#### Diciembre 2020
El 1 de diciembre, el número total de infectados en el país superó los 150.000. El 6 de diciembre, el número total de infectados de Hokkaido superó los 10.000. El 11 de diciembre, el número total de personas infectadas con la prefectura de Saitama superó los 10.000.
El 18 de diciembre, el número total de infecciones en Tokio superó las 50.000, mientras que el 21 de diciembre, el número total de personas infectadas en Japón superó las 20.000. El 22 de diciembre, el número de muertes en el país superó las 3.000. El 29 de diciembre, el número total de personas infectadas en la prefectura de Kanagawa superó las 20.000.
A finales de diciembre, el número de infecciones en Japón ya informó de unos 230.000.

### Q1 2021

#### Enero 2021
El 5 de enero de 2021, el número de casos en el país superó los 250.000. El 7 de enero, las prefecturas de Saitama, Chiba, Tokio y Kanagawa entraron en estado de emergencia, mientras que en la prefectura de Fukuoka los casos superaron los 10.000. El 14 de enero de 2021, las prefecturas de Gifu, Aichi, Kyoto, Osaka, Hyōgo y Fukuoka también entraron en estado de emergencia. El mismo día, el número de casos en Japón superó los 300.000. Al 16 de enero, la prefectura de Saitama tenía 20.000 casos de coronavirus. El 21 de enero, el número acumulado de personas infectadas en Tokio superó las 90.000, mientras que el de personas infectadas en la prefectura de Osaka superó las 40.000. El 23 de enero, el número de muertos en el país superó los 5.000. Al 30 de enero, la prefectura de Kanagawa tenía 40.000 casos de coronavirus.

#### Febrero 2021
El 2 de febrero de 2021, el gobierno japonés decidió extender la emergencia hasta el 7 de marzo, excepto la prefectura de Tochigi. Al día siguiente, el número de muertos en ese país superó los 6000. El 4 de febrero, el número de pacientes en ese país superó los 400.000. El 13 de febrero, la ley revisada sobre medidas especiales para combatir el virus coronado entró en vigor y al día siguiente se aprobó la vacuna Comorenati para comenzar a vacunarse.  El 15 de febrero, el número de muertos en el país superó los 6.000. La campaña de vacunación en el país se inició el 17 de febrero, iniciando con 40.000 médicos. El 28 de febrero de 2021, el estado de emergencia se levantó temprano en las siguientes prefecturas: Gifu, Aichi, Kyoto, Osaka, Hyōgo y Fukuoka.

### Q2 2021

#### Abril 2021
El día 9, el gobierno japonés amplió las áreas sujetas a las 'Medidas críticas (Medidas críticas) como la prevención de la propagación generalizada', una medida para contener la propagación de COVID-19, a la prefectura de Tokio, la prefectura de Kioto y la prefectura de Okinawa. Si bien aumenta el número de personas infectadas, parece que están evitando declarar el estado de emergencia y tomando medidas más leves.
Japón ya ha sufrido un golpe a la economía al emitir una segunda declaración del estado de emergencia en enero de este año, luego de la primera declaración del estado de emergencia el año pasado. Solo ha pasado una semana desde que se levantó por completo la declaración de emergencia.
La comunicación de Reuters apuntó el día 9 cuando se emitió la tercera declaración de emergencia. «Hay un gran impacto en el tiempo de las elecciones generales y generales en las que el primer ministro quiere estar atento». También dijo que «no hay otra opción que perder en los Juegos Olímpicos de Tokio que se planean para julio».
El presidente de la dinastía Yi-ma Genta del Partido Demócrata Constitucional dice: «El nivel de infección actual es una declaración de emergencia». El gobierno criticó diciendo que es necesario volver a publicar no sólo las medidas básicas del gobierno para los restaurantes, sino también las medidas básicas del gobierno".
Según Yonhap News, el número diario de casos confirmados de COVID-19 en Japón ha aumentado a 3.000 por cuarto día.
Según la emisora pública local NHK, a las 7:30 p. m. del día 10, había 3.692 nuevos casos confirmados de COVID-19 en todo Japón.
En cuanto al número de casos confirmados por región, la prefectura de Osaka tuvo la mayor cantidad con 918, seguida de Tokio con 570 e Hyogo con 351.
A partir del día 12, también se aplicarán medidas prioritarias al Gobierno Metropolitano de Tokio, la Prefectura de Kioto y la Prefectura de Okinawa.
Japón registró 4.799 nuevos casos de COVID-19 el día 17. NHK Broadcasting de Japón informó que 4.799 personas fueron diagnosticadas con COVID-19 a las 6:30 del mismo día al sintetizar las estadísticas del Ministerio de Salud, Trabajo y Bienestar y de cada gobierno local. Los nuevos casos de COVID-19 de Japón registraron 4.000 por cuarto día.
El número acumulado de casos confirmados es de 531.615, incluidas 712 personas a bordo del crucero 'Diamond Princess'. Hay 37 nuevas muertes diarias por COVID-19. El número total de muertes es 9642 cuando se suman 13 personas a bordo del crucero.
El número de nuevos casos de COVID-19 en Tokio hoy es de 759. El número total de casos confirmados en Tokio es de 129.540. Tokio también tuvo el mayor número de nuevas infecciones por día desde que se levantó la declaración de emergencia el 22 del mes pasado. De los 759 nuevos casos confirmados ese día, 447, o el 59%, no están claros sobre la ruta de la infección.
El mismo día, 10 personas murieron en Tokio. La cifra acumulada de muertos en la provincia es de 1846. El número diario de nuevos casos confirmados en la prefectura de Osaka es de 1.161. El número de nuevos casos confirmados en Osaka superó los 1.000 por quinto día consecutivo.
Según NHK Broadcasting, etc., el día 24, hubo 5.606 casos recién confirmados de COVID-19 en todo Japón, registrando el nivel de 5,000 durante cuatro días seguidos.
El número de casos confirmados ese día es el más alto en más de tres meses desde el 21 de enero (5664 personas) cuando entró en vigor el segundo estado de emergencia en el área metropolitana, incluido Tokio.
Se anunciaron 53 nuevas muertes, lo que eleva el número total de muertes a 9938, lo que eleva la cifra a 10,000.
El gobierno japonés ha emitido un tercer estado de emergencia en cuatro áreas metropolitanas, incluida Tokio, del 25 al 11 del próximo mes para contener la propagación del COVID-19.
El número de nuevos casos confirmados por día fue el más alto en 98 días hasta el lunes, mientras que el estado de emergencia por la nueva infección por coronavirus (COVID-19) entró en vigencia por tercera vez en Japón.
Según la emisora pública local NHK el día 26, se identificaron 3.320 nuevos casos de COVID-19 en Japón a las 8 p. m. de ese día.
Es la primera vez en 14 semanas (98 días) desde el 18 de enero de este año cuando los nuevos casos confirmados diarios de Japón superaron los 3.000 el lunes.
El plan es mantener y levantar el estado de emergencia durante 17 días hasta el 11 del próximo mes, pero no está claro si será factible.
A medida que se reactivó el estado de emergencia en Osaka, Tokio, Hyogo y Kioto, donde prevalece el COVID-19, el número de casos nuevos aumentó a 5.000 en cuatro días y se produjeron más de 50 muertes adicionales.
El número de pacientes con COVID-19 en Japón es de 582.413, incluidas 14 infecciones confirmadas después de regresar de China en un vuelo fletado y las que se confirmaron durante la cuarentena del aeropuerto.
Si observa la distribución de 582,413 viajeros japoneses y chinos y los pacientes que regresaron infectados con Corona 19 en Japón, Tokio ocupó una cuarta parte del total con 137,351.
Entre los infectados, el número de pacientes gravemente enfermos con ventiladores o en unidades de cuidados intensivos en Japón solo el día 28 aumentó en 37 desde el día anterior a 953.

### Q3 2021

#### Julio 2021
Se espera que el gobierno japonés finalice la decisión de restablecer el estado de emergencia en Tokio la próxima semana en una reunión del grupo de trabajo para declarar el estado de emergencia en Tokio del 12 de julio al 22 de agosto y extender las medidas de emergencia vigentes en la prefectura del sur de Japón. de Okinawa hasta el 22 de agosto.
Tokio informó el miércoles el mayor número de casos nuevos de COVID-19 en casi seis meses, y los Juegos Olímpicos se abrirán en la capital en solo nueve días.
El gobierno de la ciudad dijo que hubo 1.149 nuevos casos, el recuento diario más alto desde el 22 de enero, y agregó evidencia de que está en marcha una nueva quinta ola de infecciones, impulsada por múltiples variantes del virus infeccioso y una baja tasa de vacunación.
En medio de una serie de casos, el gobierno declaró la semana pasada un renovado estado de emergencia para Tokio y las prefecturas circundantes y los organizadores de los Juegos Olímpicos anunciaron que los fanáticos no serían admitidos en los eventos en esas áreas.
Tokio informó de 1.832 nuevos casos de COVID-19 el miércoles, un aumento de casi 700 y superando la cifra de la semana anterior por 32º día consecutivo.
El total diario de casos de COVID-19 en Japón superó los 12.000 el sábado, un récord por cuarto día consecutivo, lo que generó preocupaciones sobre una ola explosiva de infecciones mientras los Juegos Olímpicos se celebran en la capital.
Tokio ha confirmado 4.058 nuevos casos, superando la marca de los 4.000 por primera vez un día después de que el gobierno anunciara que extendería el estado de emergencia en la capital y la prefectura de Okinawa y agregaría cuatro prefecturas más.

#### Agosto 2021
El 17 el gobierno japonés decidió abrir una reunión de la sede central del proyecto Koro con el primer ministro Yoshida hasta el 12 del mes que se declaró a finales de este mes en seis áreas metropolitanas: Tokio, Saitama, Chiba, Ghana y Okinawa.
Además, en siete regiones como Shizuoka, Ibaraki, Gunma, Kyoto, Kyogo, Fukuoka, se han decidido aplicar nuevamente las medidas de cuarentena según las emergencias actuales.
El día 25, los medios extranjeros japoneses como NHK y Asahi Shimbun informaron que el gabinete japonés Yoshihide Suga declararía un estado de emergencia adicional para ocho gobiernos metropolitanos después de pasar por procedimientos relacionados.
Como resultado, entrará en vigencia un estado de emergencia en un total de 21 de los 47 gobiernos metropolitanos de Japón, y se emitirán medidas clave para un total de 12. El 70% de toda el área está sujeta a regulaciones de cuarentena.
Previamente, el gobierno japonés declaró un cuarto estado de emergencia en la capital, Tokio, el 12 de julio, sin levantar el tercer estado de emergencia en la prefectura de Okinawa, que entró en vigor el 23 de mayo.
Se encontró una sustancia extraña en la vacuna COVID-19 producida por Moderna, lo que provocó que el gobierno japonés suspendiera la vacunación masiva. El Ministerio de Salud, Trabajo y Bienestar de Japón anunció el día 26 que había informes de múltiples instalaciones de vacunación en Japón de que se habían mezclado sustancias extrañas en la vacuna moderna no utilizada. Según NHK, se han confirmado sustancias extrañas en ocho instalaciones de vacunación en todo Japón, incluidas Tokio, Saitama, Ibaraki, Ehime y la prefectura de Gifu desde el 16 de este mes.
El Ministerio de Salud, Trabajo y Bienestar Social ha decidido suspender el uso de vacunas fabricadas en el mismo proceso que las vacunas de las que se derivan sustancias extrañas. Se suspenderá el uso de 1,63 millones de dosis de vacuna entregadas a unas 863 instalaciones de inoculación en Japón. La vacuna en cuestión se fabricó en España. Las autoridades le han pedido a Takeda Pharmaceutical Co., que está a cargo de la importación y venta, que investigue, pero aún no han podido determinar cuál es la sustancia extraña.
Dos hombres que recibieron la vacuna murieron tres días después de que el gobierno japonés suspendiera la vacunación tras recibir informes de que parte de la vacuna se había mezclado con Moderna.
La vacuna, que fue fabricada en una planta española y entregada solo a Japón, ya ha sido parcialmente vacunada, pero se reportaron 39 casos de contaminación por vacuna moderna y las autoridades japonesas detuvieron la vacunación como medida de precaución.
Las autoridades japonesas explicaron que el riesgo para la salud no era tan grande ya que todas las sustancias extrañas se confirmaron en la etapa de preinoculación, y Moderna también explicó que las sustancias extrañas son partículas que no plantean un problema de seguridad o eficacia.
Sin embargo, cuando dos hombres de unos 30 años que recibieron una vacuna confirmaron que eran iguales a Moderna, quienes previamente habían retenido la vacunación, murieron pocos días después de recibir la segunda dosis, las autoridades iniciaron una investigación sobre la causa de la muerte.
El distribuidor japonés de Moderna Takeda Pharmaceutical Co., Ltd. dijo: "En la actualidad, no hay evidencia de que la causa de sus muertes se deba a la vacuna Moderna COVID-19.
La creciente desconfianza hacia las vacunas modernas podría reducir las tasas generales de vacunación, por lo que los expertos advierten contra la vinculación prematura de las vacunas modernas con la causa de la muerte.
<
Aunque todavía no se ha establecido una relación causal clara en cuanto a la causa de la muerte, se espera que aumente la desconfianza en la vacuna Moderna de Japón.
Con la propagación del COVID-19 y el colapso médico en Japón en expansión, la demanda de latas de oxígeno utilizadas para el montañismo se está disparando en todo Japón, incluido Tokio, lo que nunca ha sucedido en India, Ecuador o Indonesia.
Mientras tanto, en Tokio, se distribuyó un boleto de lotería en el lugar, traicionando las expectativas de los camareros en el lugar, ya que más personas mostraron interés de lo esperado y esperaron temprano en el sitio de vacunación después de recibir una reserva para la vacunación de jóvenes y mayores.
Como resultado de estos resultados, el gobernador de Tokio Koike y el primer ministro Yoshihide Suga se inundaron con no pocas críticas duras, pero no está claro si aceptarán humildemente estas críticas y cambiarán sus métodos de respuesta.
En Japón, donde todavía hay más de 10.000 casos confirmados al día y se ha emitido un estado de emergencia, un festival de música a gran escala con miles de personas es controvertido.
Lejos de llevar una máscara o mantener la distancia, están llegando las críticas porque no se siguen en absoluto las reglas de cuarentena, como beber y gritar.
A medida que crecía el escándalo, el gobierno japonés anunció que cancelaría el subsidio al festival de 300 millones de wones.
Los Juegos Paralímpicos de Tokio también estaban en el tablero. A pesar del principio de ausencia de espectadores, el gobierno japonés permitió que más de 40.000 estudiantes vieran el juego, pero dos profesores que dirigen la clase fueron confirmados en una escuela secundaria en la prefectura de Chiba, donde fueron a ver el juego.
Aproximadamente 120 estudiantes fueron evaluados, y mientras llovieron las protestas de los padres y otras personas, la prefectura de Chiba decidió suspender tardíamente las visitas en grupo.
En Japón, donde el número de casos confirmados aumentó durante los Juegos Olímpicos, cada día salen 10.000 casos.
Entre estos, se identificó por primera vez en Japón una nueva mutación de la mutación delta.
Un equipo de investigación de la Universidad de Odontología de Tokio descubrió una nueva mutación llamada 'N501S' a través del análisis genético de un paciente con corona.
El equipo de investigación cree que la nueva mutación ocurrió en Japón, pero aún no se sabe qué efecto tiene sobre la infectividad, etc.
Además, otra mutación de la altamente contagiosa 'mutación delta' se confirmó por primera vez en Japón, lo que generó preocupaciones sobre su propagación, pero parece difícil aumentar la sensación de crisis en cuarentena una vez que se afloja.

## Respuesta del gobierno

### Fase 1: Contención
La respuesta inicial del gobierno japonés al brote de COVID-19 fue una política de contención que se centró en la repatriación de ciudadanos japoneses de Wuhan, el epicentro del virus, y la introducción de nuevas regulaciones de control fronterizo.
El 24 de enero, el primer ministro Abe convocó a la "Reunión Ministerial sobre Contramedidas Relacionadas con el Nuevo Coronavirus" en la Oficina del primer ministro con miembros de su Gabinete en respuesta a una declaración emitida por la Organización Mundial de la Salud (OMS) esa mañana que confirmó -Transmisión humana del coronavirus. Abe anunció que introduciría contramedidas apropiadas para la enfermedad en coordinación con el Instituto Nacional de Enfermedades Infecciosas (NIID).
El 31 de enero, el primer ministro Abe anunció durante la Segunda Reunión de la Sede de Respuesta de Novela Coronavirus que el gobierno priorizó la repatriación de ciudadanos japoneses de la provincia de Hubei. Las autoridades negociaron con las autoridades chinas para enviar cinco vuelos fletados a Wuhan del 29 de enero al 17 de febrero.
El 1 de febrero, el primer ministro Abe anunció durante la Cuarta Reunión de la Sede de Respuesta de Novela Coronavirus que promulgaría restricciones para negar la entrada de ciudadanos extranjeros que tenían un historial de visitar la provincia de Hubei dentro de 14 días y aquellos que poseen un pasaporte chino emitido por la provincia de Hubei.
El 5 de febrero, el primer ministro Abe anunció que invocaría la Ley de Cuarentena para poner el crucero Diamond Princess en cuarentena en Yokohama. Se enviaron oficiales de cuarentena al barco para evitar el desembarco de la tripulación y los pasajeros, y para escoltar a los pacientes infectados a las instalaciones médicas.
El 6 de febrero, el primer ministro Abe invocó la Ley de Control de Inmigración y Refugiados para negar la entrada del crucero MS Westerdam desde Hong Kong después de que uno de sus pasajeros dio positivo por COVID-19.

### Prevención y tratamiento

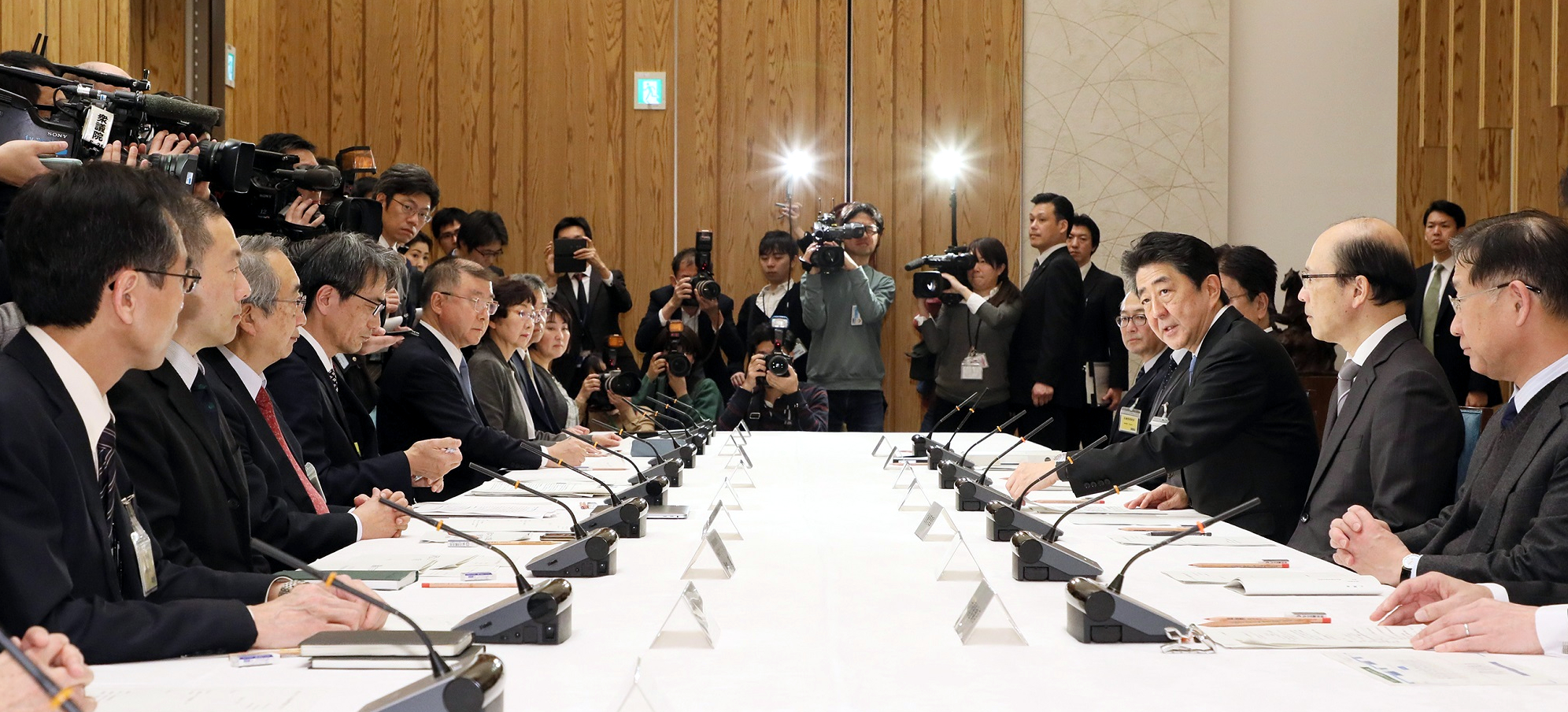
El primer ministro Shinzo Abe convoca la primera reunión de expertos sobre nuevos coronavirus el 16 de febrero de 2020.

Después del brote de COVID-19 en el crucero Diamond Princess, el gobierno japonés cambió su enfoque de una política de contención a una de prevención y tratamiento porque anticipó un creciente número de propagaciones comunitarias dentro de Japón. Esta política priorizó la creación de un sistema de prueba y consulta COVID-19 basado en el Instituto Nacional de Enfermedades Infecciosas (NIID) y las 83 instituciones de salud pública municipales y prefecturales existentes en el gobierno que están separadas del sistema de hospitales civiles. El nuevo sistema maneja la transferencia de pacientes con COVID-19 a las instalaciones médicas convencionales para facilitar el flujo de pacientes, el triage y el manejo de kits de pruebas limitados en su nombre para evitar que una oleada de pacientes infectados y no infectados abrume a los proveedores de atención médica y les transmita enfermedades.. Al regular las pruebas COVID-19 a nivel nacional, la Administración Abe integró las actividades del gobierno nacional, los gobiernos locales, los profesionales médicos, los operadores comerciales y el público en el tratamiento de la enfermedad.
El 1 de febrero, el Ministerio de Salud, Trabajo y Bienestar instruyó a los gobiernos municipales y de las prefecturas para establecer centros especializados de consulta COVID-19 y salas de consulta externa en sus instalaciones locales de salud pública para la primera mitad del mes. Tales salas proporcionarían exámenes médicos y pruebas para detectar posibles portadores de la enfermedad para proteger a los hospitales generales de la infección.
El 5 de febrero, el primer ministro Abe anunció durante la Quinta Reunión de la Sede de Respuesta de Novela Coronavirus que el gobierno comenzaría los preparativos para fortalecer las capacidades de prueba de COVID-19 en el NIID y 83 instituciones de salud pública municipales y prefecturales que el gobierno designa como prueba oficial. sitios. Sin un kit de diagnóstico uniforme para la enfermedad, el gobierno ha confiado en las pruebas de PCR para detectar infecciones. Como pocas instalaciones médicas convencionales en Japón tenían la capacidad de realizar pruebas de PCR, Abe también prometió aumentar el número de instituciones con tales kits, incluidas universidades y empresas privadas.
El 12 de febrero, el primer ministro Abe anunció durante la Séptima Reunión de la Sede de Novela Coronavirus que el gobierno ampliaría el alcance de las pruebas COVID-19 para incluir pacientes con síntomas según el criterio de los gobiernos locales. Anteriormente, las pruebas se limitaban a aquellos con antecedentes de viajar a la provincia de Hubei. El mismo día, el Ministerio de Salud y NIID también contrataron a SRL Inc para manejar las pruebas de laboratorio clínico de PCR. Desde entonces, el gobierno se ha asociado con varias compañías privadas más para ampliar las capacidades de pruebas de laboratorio y trabajar para el desarrollo de un kit de pruebas rápidas.

### Fase 2: Mitigación
El 25 de febrero, la Administración Abe introdujo las "Políticas básicas para el control de la enfermedad del nuevo coronavirus" (en japonés: 新型 コ ロ ナ ウ イ ル ス 感染 症 対 策 の 基本 基本) para actuar como la política básica uniforme del gobierno sobre el control de COVID-19. Según el documento, el primer ministro Abe decidió que las contramedidas de enfermedad del gobierno darían prioridad a la prevención de grandes formaciones de racimos dentro de Japón. Esto incluye las controvertidas solicitudes del gobierno de suspender reuniones a gran escala como eventos comunitarios y operaciones escolares, así como su política de limitar a los pacientes con síntomas de resfriado leve a visitar las instalaciones médicas para evitar que abrumen los recursos hospitalarios.
El 25 de febrero, la Administración Abe adoptó las "Políticas básicas para el control de la nueva enfermedad por coronavirus" basándose en el asesoramiento que recibió de la Reunión de expertos.
Primero, las nuevas políticas informaron a las instituciones médicas locales que es mejor que las personas con síntomas más leves y similares al resfriado dependan del reposo en cama en el hogar, en lugar de buscar ayuda médica en clínicas u hospitales. La política también recomienda a las personas con mayor riesgo de infección, incluidas las personas de edad avanzada y los pacientes con afecciones preexistentes, que eviten las visitas al hospital para fines que no sean de tratamiento, como completar pedidos de recetas al permitirles completar los formularios por teléfono en lugar de en persona.
En segundo lugar, las nuevas políticas permiten que las instalaciones médicas generales en áreas de un brote rápido de COVID-19 acepten pacientes sospechosos de infección. Antes de esto, los pacientes solo podían hacerse la prueba en clínicas especializadas después de hacer una cita con los centros de consulta para prevenir la transmisión de la enfermedad. Los funcionarios del gobierno revisaron la política anterior después de reconocer que tales instituciones especializadas se verían abrumadas durante una gran formación de conglomerados.
En tercer lugar, la política pide a las personas con síntomas de resfriado que se tomen un tiempo libre del trabajo y eviten salir de sus hogares. Los funcionarios del gobierno instaron a las empresas a permitir que los empleados trabajen desde su casa y se trasladen en horas no pico. El gobierno japonés también hizo una solicitud oficial a los gobiernos locales y las empresas para cancelar eventos a gran escala.
El 27 de febrero, el primer ministro Abe solicitó el cierre de todas las escuelas desde el 2 de marzo hasta el final de las vacaciones de primavera, que generalmente concluyen a principios de abril. Al día siguiente, el gobierno japonés anunció planes para crear un fondo para ayudar a las empresas a subsidiar a los trabajadores que necesitan tomarse días libres para cuidar a sus hijos mientras las escuelas están cerradas.
El 27 de febrero, el gobierno japonés también anunció planes para expandir el sistema nacional de seguro de salud para que cubra las pruebas COVID-19.
El 9 de marzo, el Ministerio de Salud publicó un pronóstico de enfermedad de cada prefectura e instruyó a sus gobiernos locales a preparar sus hospitales para acomodar las estimaciones de sus pacientes. Predice que el pico de virus de cada prefectura ocurrirá tres meses después de su primer caso reportado de transmisión local. El Ministerio estima que durante su pico, Tokio verá 45.400 pacientes ambulatorios y 20.500 pacientes hospitalizados por día, de los cuales 700 estarán en estado grave. Para Hokkaido, la cifra es de 18.300 pacientes ambulatorios y 10.200 pacientes internos diariamente, de los cuales unos 340 estarán en estado grave.

### Reformas legislativas
Para proporcionar una base legal más sólida para sus contramedidas COVID-19, la Administración Abe ha propuesto una enmienda a la "Ley de Medidas Especiales para Contrarrestar Nuevos Tipos de Influenza de 2012" que le permitirá declarar un "estado de emergencia" y ordenar el prohibición de reuniones a gran escala y el movimiento de personas durante un brote de enfermedad. Actualmente, los cierres de escuelas y cancelaciones de eventos son respuestas voluntarias del público y los gobiernos locales.
El 5 de febrero de 2020, el grupo de trabajo sobre coronavirus de la Administración Abe inició un debate político sobre la introducción de medidas de emergencia para combatir el brote de COVID-19 un día después de que el crucero británico Diamond Princess fuera puesto en cuarentena. El debate inicial se centró en la reforma constitucional debido a la aprensión del grupo de trabajo de que la Constitución japonesa puede restringir la capacidad del gobierno de promulgar medidas obligatorias como cuarentenas por violar los derechos humanos. Después de que los legisladores que representaban a casi todos los principales partidos políticos, incluido el Partido Liberal Democrático, el Partido Democrático Constitucional de Japón y el Partido Democrático para el Pueblo, expresaron su fuerte oposición a esta propuesta y afirmaron que la Constitución permitía medidas de emergencia, la Administración Abe avanzó con la reforma legislativa en su lugar.
La Administración Abe planea presentar el proyecto de ley de revisión a la Dieta Nacional el 10 de marzo, y se ha coordinado con los partidos de la oposición para que sea aprobada por la Cámara Baja el 12 de marzo y la Cámara Alta el 13 de marzo.

### Controversias y críticas
A finales de febrero, varios medios de comunicación japoneses informaron que había personas con fiebre u otros síntomas que no podían hacerse la prueba a través del sistema del centro de consulta y se habían convertido en "refugiados de prueba. Algunos de estos casos involucraron pacientes con neumonía severa. En reacción a este problema, el presidente del Instituto para el Gobierno del Cuidado de la Salud, Masahiro Kami, afirmó que a muchos pacientes se les negó la prueba debido a sus síntomas leves y criticó al gobierno japonés por establecer estándares de prueba que eran demasiado altos.
El 26 de febrero, el ministro de Salud Katsunobu declaró en la Dieta Nacional que se analizaron un total de 6.300 muestras entre el 18 y el 24 de febrero, con un promedio de 900 muestras por día. Algunos representantes cuestionaron la discrepancia del número real de personas analizadas y la afirmación de la semana anterior de que se podían analizar 3.800 muestras por día.
Los medios de comunicación de Corea del Sur también han comparado la cantidad de muestras analizadas y la cantidad de casos confirmados entre Japón y Corea del Sur, lo que les hace creer que hay más casos del virus en Japón. Esto ha llevado a especulaciones en Corea del Sur de que la decisión de no aumentar la cantidad de muestras analizadas fue influenciada por los planes del país para organizar los Juegos Olímpicos de Verano 2020.
Un estudio japonés retractado titulado "Increased Age-Adjusted Cancer Mortality After the Third mRNA-Lipid Nanoparticle Vaccine Dose During the COVID-19 Pandemic in Japan" fue usado para afirmar que los vacunados de COVID-19 eran más propensos a padecer diversos tipos de cáncer, aunque los propios autores del estudio admitieron que sus resultados no fueron verificados clínicamente. El estudio no presenta datos que desglosen las muertes por cáncer según el estado de vacunación, ni muestran que aumenta después de la vacunación, ni que es mayor en los vacunados que en los no vacunados de la misma edad o estado de comorbilidad, ni proporciona ninguna evidencia epidemiológica de que las vacunas aumentaron el riesgo de mortalidad por cáncer.

## Restricción a los viajes nacionales

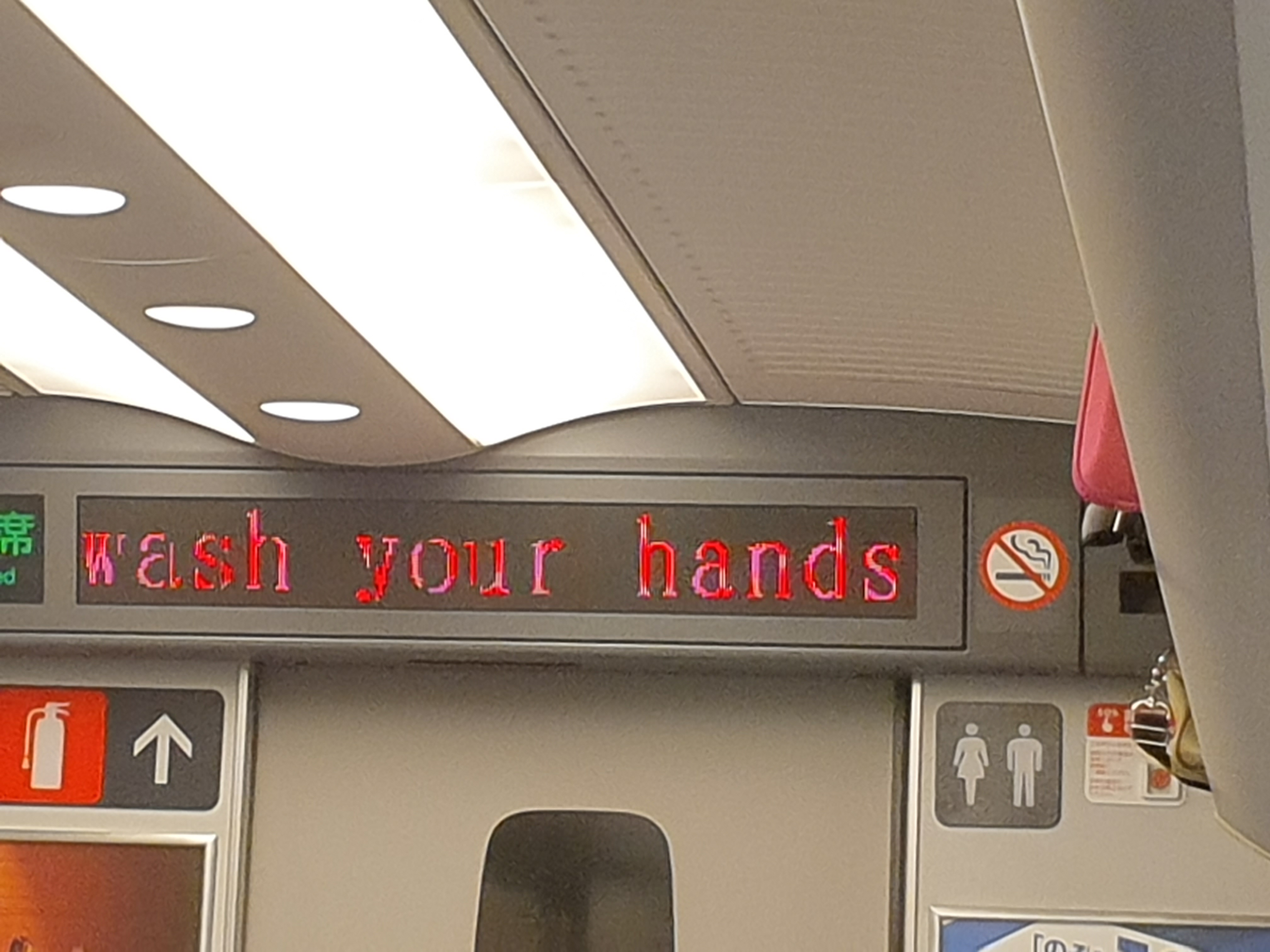
Un anunció que insta a los viajeros a lavarse las manos en Tokaido Shinkansen.

Además de las medidas de cuarentena individuales, Japón no tiene ninguna ley que permita al gobierno restringir el movimiento de personas para contener el virus. El cumplimiento de las solicitudes del gobierno para restringir los movimientos se basa en "solicitar la cooperación pública para 'proteger la vida de las personas' y minimizar el daño adicional a [la economía]".

## Impacto socioeconómico

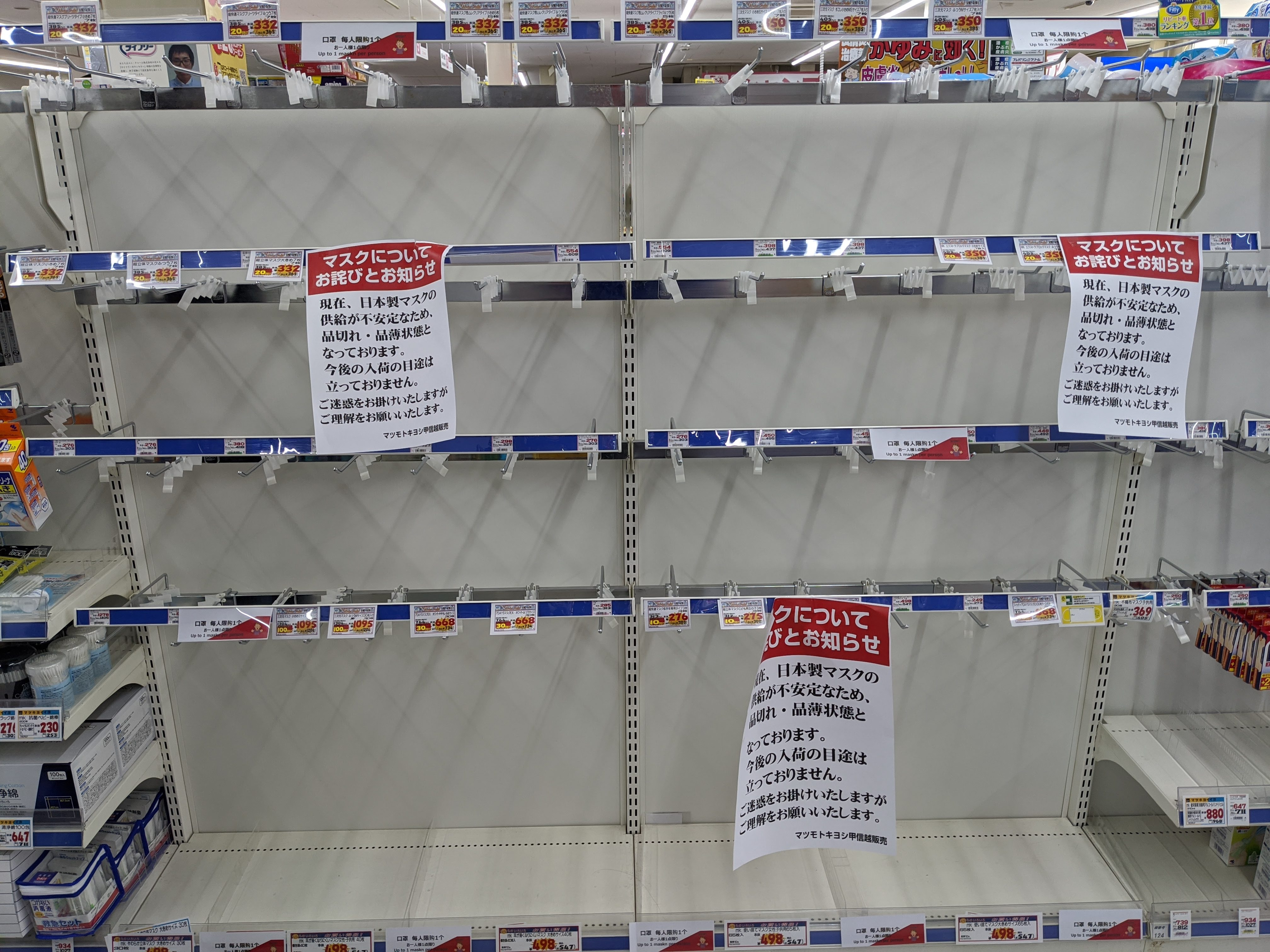
Estantes de una farmacia en Japón donde ya se agotaron las mascarillas o cubrebocas.

El primer ministro Shinzō Abe ha dicho que "el nuevo coronavirus está teniendo un gran impacto en el turismo, la economía y nuestra sociedad en general". Las máscaras faciales se han agotado en todo el país y las existencias de máscaras faciales se agotan un día después de los recién llegados. Se ha ejercido presión sobre el sistema de salud a medida que aumentan las demandas de chequeos médicos. Los chinos han reportado una creciente discriminación. El ministro de salud ha señalado que la situación no ha llegado a un punto donde las reuniones masivas deben ser suspendidas.
El 28 de febrero de 2020, según Oriental Land, un informe confirmado de una empresa de ocio y entretenimiento, Tokyo Disneyland, Tokyo DisneySea y Tokyo Disney Resort se cerraron temporalmente a partir del 29 de febrero, y las operaciones se reanudarán a principios de abril. [página necesaria] Universal Studios Japan, propiedad de Comcast, también anunció un cierre el mismo día. Este último también se reanudaría el 16 de marzo. El gobernador de Hokkaido, Naomichi Suzuki, declaró el estado de emergencia debido a la gran cantidad de nuevas infecciones y pidió a los ciudadanos que se quedaran en sus casas el siguiente fin de semana.

### Deportes
El brote en sí mismo ha sido motivo de preocupación para los Juegos Olímpicos de Verano 2020, que está previsto que tenga lugar en Tokio a partir de finales de julio. El gobierno nacional ha estado tomando precauciones adicionales para ayudar a minimizar el impacto del brote. El comité organizador de Tokio y el Comité Olímpico Internacional han estado monitoreando el impacto del brote en Japón.
Además, el brote ha afectado los deportes profesionales en Japón. Los juegos de pretemporada de Nippon Professional Baseball y el torneo de sumo Haru Basho en Osaka se anunciaron a puertas cerradas, mientras que J.League (fútbol) y Top League (rugby) suspendieron o pospusieron el juego por completo.

### Entretenimiento
El 27 de febrero, se anunció que AnimeJapan 2020, originalmente programado para realizarse en Tokio Big Sight a fines de marzo, se canceló.
Afectados por la escasez de personal subcontratado debido al brote de COVID-19, muchas películas animadas y programas de televisión japoneses anunciaron cambios o retransmitieron transmisiones debido a problemas de producción, incluido A Certain Scientific Railgun T (diferido para transmisión, cambiado a retransmisión), Asteroid in Amor A3! (Extensión de retraso), Kukuriraige -Sanxingdui Fantasy- (Extensión de retraso), etc.

## Variantes
El virus SARS-CoV-2 llegó por primera vez a Japón. Desde febrero hasta junio de 2020, B.1.1 fue la principal variante encontrada en Japón. Desde finales de junio hasta mediados de febrero, asumió el cargo B.1.1.214. En febrero y marzo, R.1 se hizo común, pero otras variantes lo superaron a fines de junio. Luego, a mediados de marzo, la variante Alpha se volvió dominante, y lo ha sido desde entonces. Ahora, los números de Delta parecen estar aumentando rápidamente. Se cree que el alfa es más transmisible que el Sars-Cov-2 de tipo salvaje y puede ser más mortal. Se cree que Delta es incluso más transmisible que Alpha.
La identificación de una muestra como Delta requiere la secuenciación completa del genoma, que es costosa y requiere mucho tiempo, por lo que el Ministerio de Salud, Trabajo y Bienestar ha estado utilizando la presencia de la mutación L452R como una forma abreviada de rastrear los casos probables de Delta.

## Estadísticas

### Casos por prefecturas
| Hokkaidō                                      | 375 907   | 2090   | 2 344 346  |
| Aomori                                        | 60 160    | 108    | 258 917    |
| Iwate                                         | 37 315    | 96     | 294 020    |
| Miyagi                                        | 91 868    | 198    | 613 406    |
| Akita                                         | 31 748    | 70     | 63 556     |
| Yamagata                                      | 29 803    | 96     | 199 126    |
| Fukushima                                     | 65 791    | 223    | 860 510    |
| Ibaraki                                       | 162 998   | 443    | 1 380 150  |
| Tochigi                                       | 93 135    | 276    | 767 571    |
| Gunma                                         | 97 168    | 321    | 668 271    |
| Saitama                                       | 562 449   | 1655   | 2 918 222  |
| Chiba                                         | 458 505   | 1788   | 2 161 502  |
| Tokio                                         | 1 574 417 | 4561   | 7 096 426  |
| Kanagawa                                      | 770 182   | 2220   | 3 040 697  |
| Niigata                                       | 74 593    | 91     | 677 607    |
| Toyama                                        | 39 213    | 95     | 258 488    |
| Ishikawa                                      | 58 991    | 197    | 491 851    |
| Fukui                                         | 37 965    | 45     | 337 820    |
| Yamanashi                                     | 33 956    | 68     | 353 833    |
| Nagano                                        | 76 551    | 203    | 756 632    |
| Gifu                                          | 106 849   | 344    | 924 514    |
| Shizuoka                                      | 176 437   | 420    | 1 295 190  |
| Aichi                                         | 558 876   | 2090   | 2 860 531  |
| Mie                                           | 85 394    | 306    | 545 809    |
| Shiga                                         | 93 806    | 221    | 667 589    |
| Kioto                                         | 209 191   | 735    | 858 283    |
| Osaka                                         | 998 752   | 5103   | 7 341 921  |
| Hyōgo                                         | 437 010   | 2246   | 1 615 019  |
| Nara                                          | 95 099    | 390    | 533 686    |
| Wakayama                                      | 43 572    | 118    | 177 615    |
| Tottori                                       | 15 850    | 20     | 416 233    |
| Shimane                                       | 17 731    | 16     | 224 574    |
| Okayama                                       | 102 943   | 250    | 597 565    |
| Hiroshima                                     | 165 426   | 494    | 1 968 529  |
| Yamaguchi                                     | 47 777    | 178    | 596 201    |
| Tokushima                                     | 23 762    | 85     | 223 945    |
| Kagawa                                        | 50 080    | 128    | 286 859    |
| Ehime                                         | 42 548    | 140    | 378 830    |
| Kōchi                                         | 29 524    | 114    | 310 136    |
| Fukuoka                                       | 440 456   | 1265   | 2 777 777  |
| Saga                                          | 54 916    | 107    | 289 215    |
| Nagasaki                                      | 63 314    | 124    | 416 266    |
| Kumamoto                                      | 105 447   | 300    | 292 399    |
| Ōita                                          | 56 774    | 164    | 611 190    |
| Miyazaki                                      | 56 589    | 145    | 193 918    |
| Kagoshima                                     | 90 006    | 208    | 434 782    |
| Okinawa                                       | 239 291   | 482    | 901 716    |
| Otros (cruceros en la Prefectura de Nagasaki) | 149       | 0      | 0          |
| Japón                                         | 9 140 284 | 31 037 | 53 283 243 |

## Vacunación
La vacunación contra la COVID-19 en Japón es la estrategia nacional de vacunación que está en curso desde el 17 de febrero de 2021 para inmunizar a la población contra la COVID-19 en el país, en el marco de un esfuerzo mundial para combatir la pandemia de COVID-19.